# 28813 Jeffreykurtz
28813 Jeffreykurtz este un asteroid din centura principală de asteroizi.

## Descriere
28813 Jeffreykurtz este un asteroid din centura principală de asteroizi. A fost descoperit pe 6 mai 2000 la Socorro, New Mexico, în cadrul proiectului LINEAR. Asteroidul prezintă o orbită caracterizată de o semiaxă mare de 3,05 ua, o excentricitate de 0,11 și o înclinație de 2,5° în raport cu ecliptica.